# Landstraße 19 (Korschenbroich)

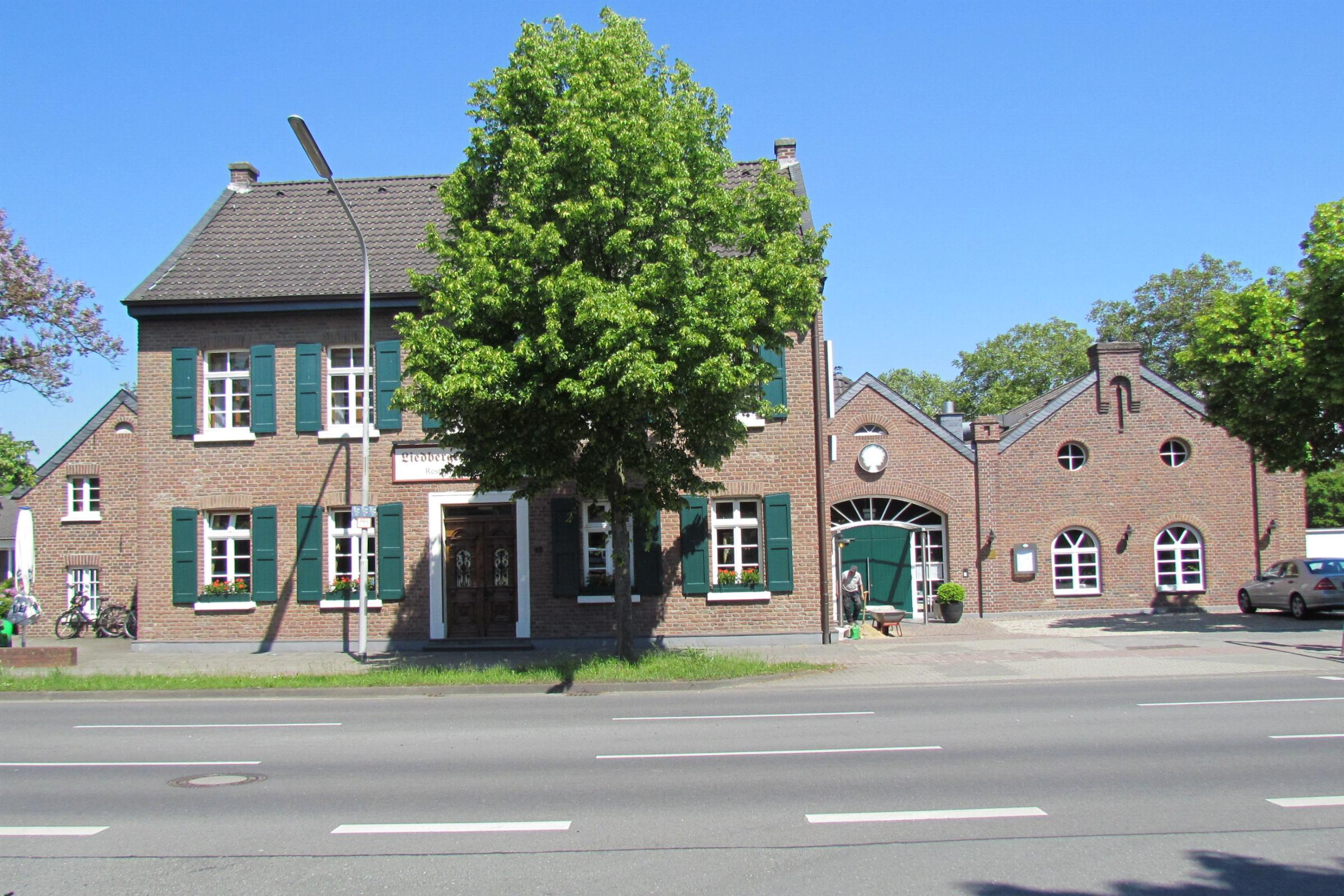
Backsteinhofanlage

Die Backsteinhofanlage Landstraße 19 steht im Stadtteil Liedberg in Korschenbroich im Rhein-Kreis Neuss in Nordrhein-Westfalen.
Das Gebäude wurde am Ende des 19. Jahrhunderts erbaut und unter Nr. 184 am 18. Februar 1991 in die Liste der Baudenkmäler in Korschenbroich eingetragen.

## Architektur
Es handelt sich hier um eine offene dreiflügelige Backsteinhofanlage aus dem Ende des 19. Jahrhunderts. Das Wohnhaus ist zweigeschossig in fünf Achsen erstellt mit Sandsteinsohlbänken und Sandsteinumrahmung der Tür (alte Holztüre). Die Scheunentrakte wurden nur wenig verändert.
Trotz insgesamt geringfügigen Veränderungen hat diese Hofanlage ihr ursprüngliches Erscheinungsbild erhalten. Diese Hofanlage erfüllt die Voraussetzungen des § 2 DSchG NW zur Eintragung in die Denkmalliste. Sie ist bedeutend für die Geschichte des Menschen als kulturgeschichtliches Zeugnis der Arbeits- und Wohnverhältnisse im 18. Jahrhundert und für Städte und Siedlungen im ortsgeschichtlichen Sinne. Für deren Erhaltung und Nutzung liegen wissenschaftliche, hier architektur- und siedlungsgeschichtliche Gründe vor.